# Чарковский сельсовет
Чарковский сельсовет — сельское поселение в Усть-Абаканском районе Хакасии.
Административный центр — аал Чарков.

## История
Статус и границы сельского поселения установлены Законом Республики Хакасия от 15 октября 2004 года № 73 «Об утверждении границ муниципальных образований Таштыпского района и наделении их соответственно статусом муниципального района, сельского поселения»

## Население
| 2002  | 2010  | 2012  | 2013  | 2014  | 2015  | 2016  |
| ----- | ----- | ----- | ----- | ----- | ----- | ----- |
| 1751  | ↘1354 | ↘1346 | ↘1319 | ↘1281 | ↘1238 | ↘1198 |
| 2017  | 2018  | 2019  | 2020  | 2021  |       |       |
| ↘1154 | ↘1119 | ↘1090 | ↘1052 | ↗1637 |       |       |

## Состав сельского поселения
В состав сельского поселения входят 5 населённых пунктов:
| № | Населённый пункт | Тип населённого пункта      | Население |
| - | ---------------- | --------------------------- | --------- |
| 1 | Ах-хол           | аал                         | ↘104      |
| 2 | Бейка            | аал                         | ↘32       |
| 3 | Майский          | посёлок                     | ↘20       |
| 4 | Уйбат            | посёлок                     | ↘69       |
| 5 | Чарков           | аал, административный центр | ↘1129     |

## Местное самоуправление
Администрация
аал Чарков, Лазо 1
Глава администрации
- Атанаев Сергей Владимирович